# Гончар, Игорь Викторович
И́горь Ви́кторович Гонча́р (укр. Ігор Вікторович Гончар; 10 января 1993; Черновцы, Украина) — украинский футболист, защитник клуба «Мурас Юнайтед».

## Игровая карьера
Воспитанник черновицкой «Буковины» (тренер — Дмитрий Гордей) и киевского РВУФК. После завершения обучения наставник киевской «Оболони» Сергей Конюшенко пригласил Гончара на просмотр. Сразу в «Оболони» футболист закрепиться не смог, вернулся в Черновцы, где полгода тренировался с «Буковиной». Потом ещё раз приехал на просмотр в Киев, после чего со второй попытки подписал контракт с «пивоварами». Год провёл в дубле у Василия Раца. Единственный матч за первую команду сыграл 21 сентября 2011 года в 1/16 Кубка Украины против «Буковины», заменив на 80-й минуте Сергея Мякушко. В 2012 году на правах аренды играл во второй лиге за «Динамо» (Хмельницкий). Этот клуб, по собственным словам футболиста, помог ему подняться на ступеньку выше. Здесь он имел достаточно игровой практики и прогрессировал.
Со временем футболиста заметили скауты донецкого «Шахтёра», где Гончар продолжил карьеру, играя за «Шахтёр-3». Здесь юношу перевели на позицию правого защитника, на которой он заиграл так, что удостоился вызова в молодёжную сборную Украины. Через год футболист был переведён в дубль, что можно считать повышением. Несмотря на то, что в «молодёжке» дончан Гончар был игроком основного состава, по мнению портала Football.ua, он никогда не рассматривался как кандидат в первую команду. Сезон 2014/15 стал последним для него в дубле «Шахтёра», со следующего сезона 22-х летний футболист уже попадал под возрастной «лимит», поэтому был отправлен в аренду в ужгородскую «Говерлу».
В украинской Премьер-лиге дебютировал 1 августа 2015 года в игре против своего клуба — «Шахтёра», заменив в конце матча Ореста Кузыка. После распада «Говерлы» подписал двухлетний контракт со словацким клубом «Сеница». В 2018 году стал игроком полтавской «Ворсклы», где поиграл недолго за молодёжную команду и отправился в аренду в «Горняк-Спорт» до конца года. Однако в феврале следующего года, после появления нового наставника в «Горняке-Спорт», Игорь вернулся в расположение команды.

## Международная карьера
В составе молодёжной сборной Украины в 2014 году становился победителем Кубка Содружества.

## Достижения
- Обладатель Кубка Кыргызстана: 2024